# Liste von Persönlichkeiten der Stadt Constanța

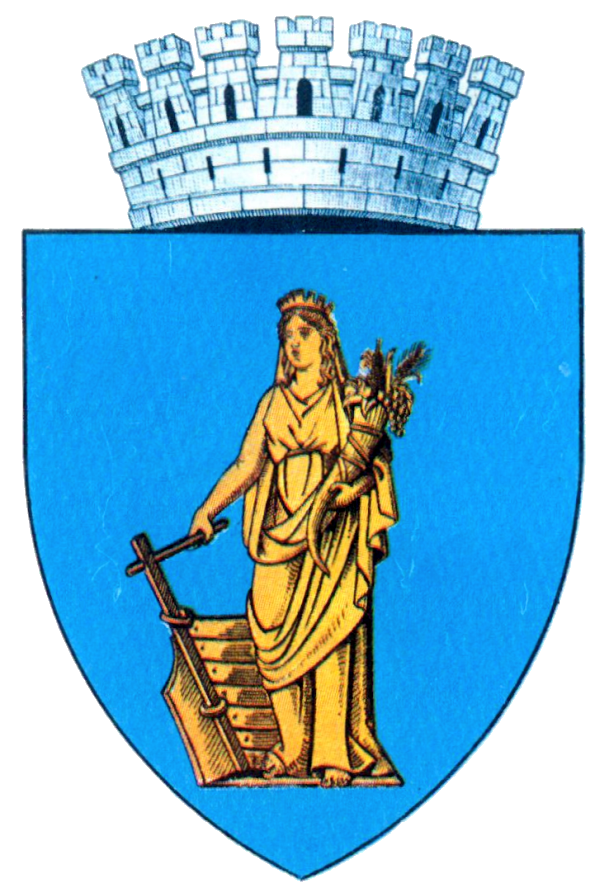
Wappen der Stadt Constanța

Die folgende Liste enthält Personen, die in der rumänischen Stadt Constanța (deutsch Konstanza auch Constantza, türkisch Kustendji) geboren wurden. Die Liste erhebt keinen Anspruch auf Vollständigkeit.

## In Constanța geborene Persönlichkeiten

### Ab 1900

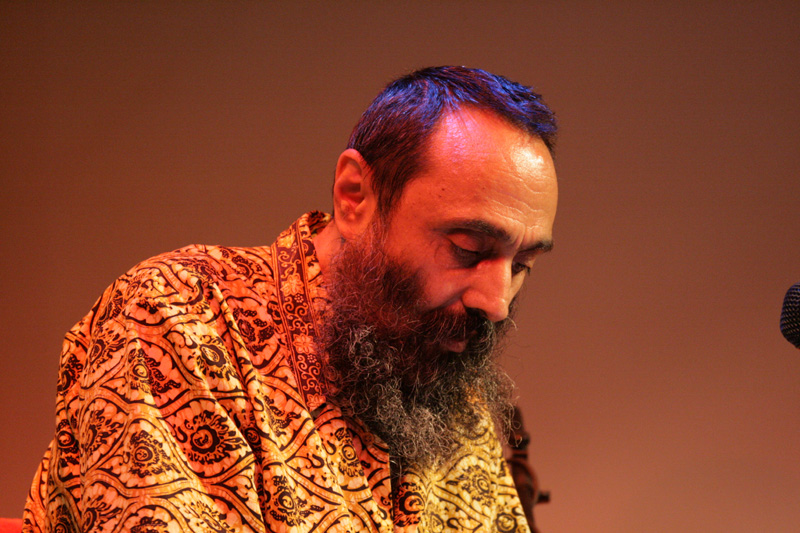
Harry Tavitian

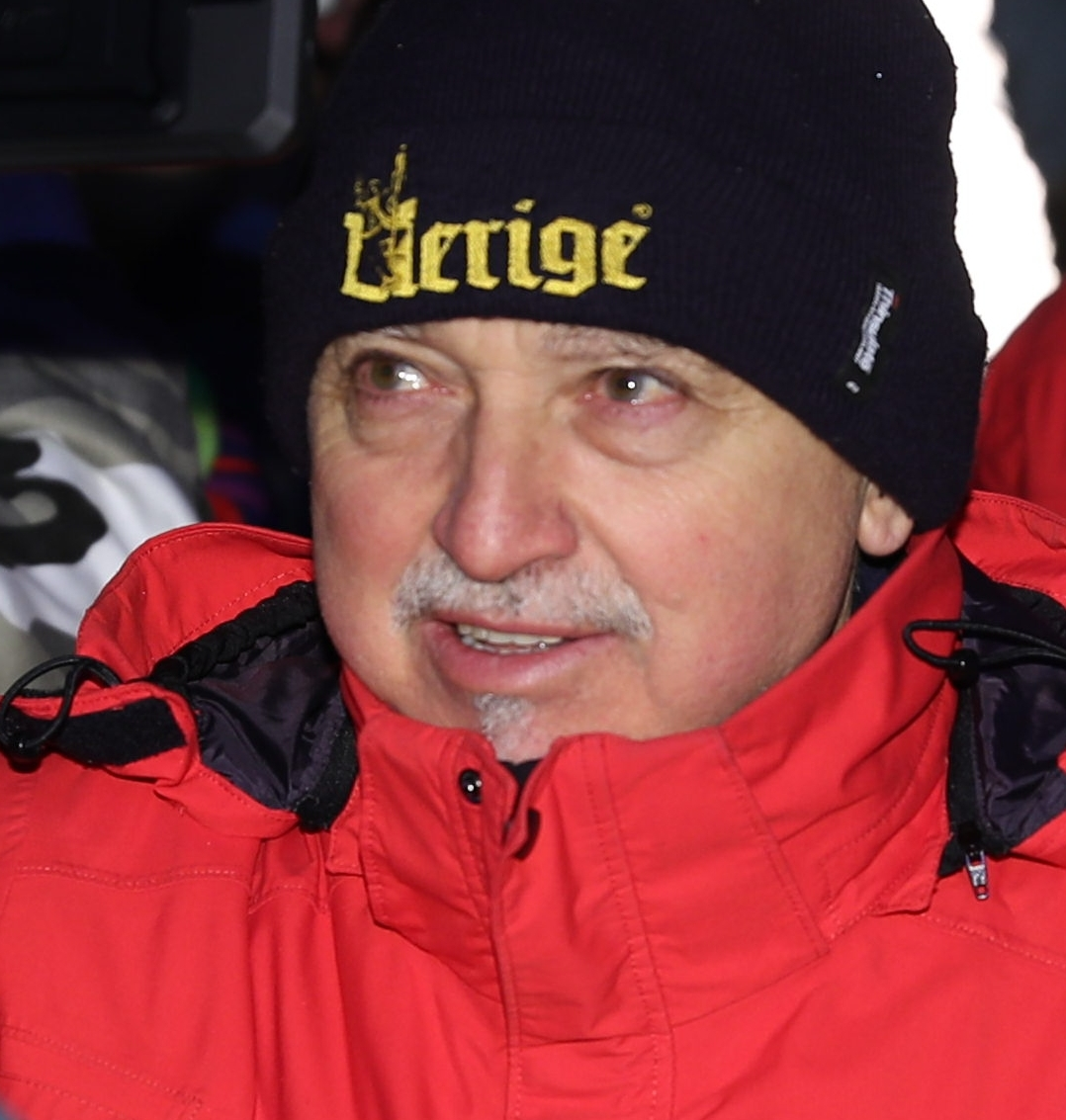
Paul Neagu

- Nicholas Georgescu-Roegen (1906–1994), Mathematiker und Wirtschaftswissenschaftler
- Herbert König (1912–1992), Kommunalpolitiker
- Vintilă Cossini (1913–2000), Fußballspieler
- Petre Ionescu (* 1922), Politiker und Diplomat
- Angelo Miculescu (1929–1999), Politiker
- Vasile Moldoveanu (* 1935), Opernsänger
- Zarui Muradian (* 1939), Zoologin
- Mihai Mocanu (1942–2009), Fußballspieler und -trainer
- Dumitru Antonescu (1945–2016), Fußballspieler
- Natalja Wladimirowna Warlei (* 1947), sowjetische bzw. russische Artistin, Film- und Theaterschauspielerin und Dichterin
- Harry Tavitian (* 1952), Jazzmusiker
- Constantin Alexandru (1953–2014), Ringer
- Puiu Hașotti (* 1953), Politiker
- Ion Moldovan (* 1954), Fußballspieler und -trainer
- Paul Neagu (* 1954), Bobfahrer
- Evgeni Dybsky (* 1955), Künstler
- Mircea Bedivan (* 1957), Handballspieler
- Ion Draica (* 1958), Ringer
- Claudiu Ionescu (* 1959), Handballspieler

### 1960 bis 1980

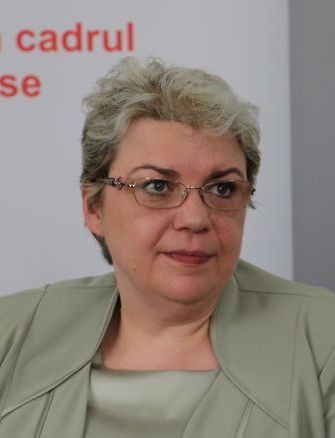
Sevil Shhaideh

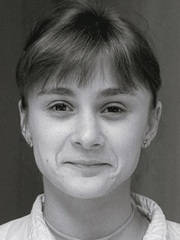
Camelia Voinea

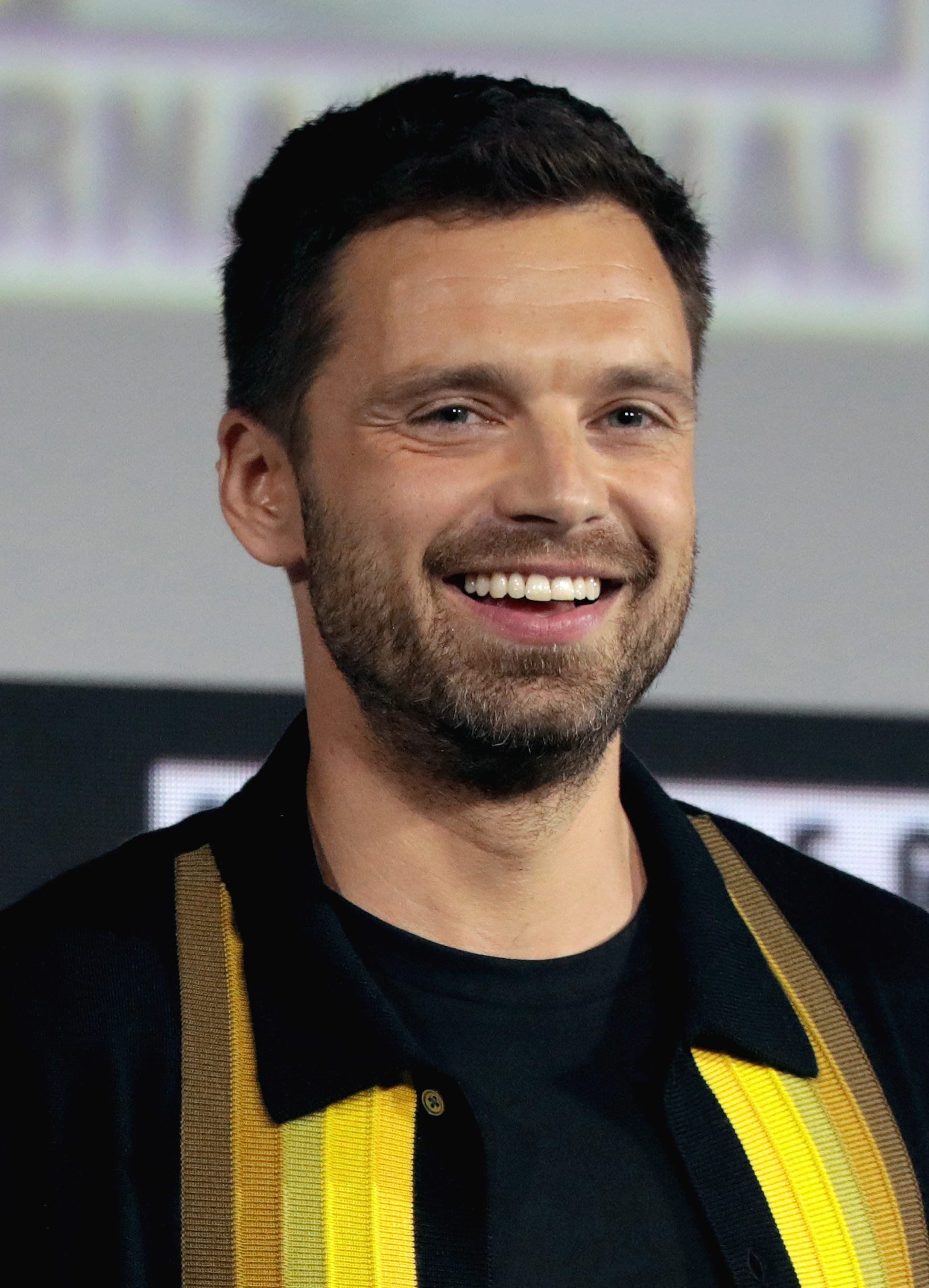
Sebastian Stan

- Ovidiu Bădilă (1962–2001), Kontrabassist
- Sevil Shhaideh (* 1964), Politikerin
- George Cosac (* 1968), Tennisspieler
- Gheorge Crețu (* 1968), Volleyballspieler und Trainer[1]
- Decebal Badila (* 1968), Jazzbassist
- Anca Boagiu (* 1968), Ingenieurin und Politikerin
- Camelia Voinea (* 1970), Kunstturnerin
- Sebastian Valentin Bodu (* 1970), Politiker
- Andrei Pavel (* 1974), Tennisspieler
- Andrei Bănică (* 1977), Ruderer
- Andrei Filimon (* 1977), Tennisspieler
- Simona Amânar (* 1979), Kunstturnerin
- Elena Băsescu (* 1980), Politikerin
- Răzvan Florea (* 1980), Schwimmer
- Dan Stoenescu (* 1980), Politikwissenschaftler, Diplomat und Politiker

### 1981 bis 1990
- Ionela Stanca (* 1981), Handballspielerin
- Gabriel Moraru (* 1982), Tennisspieler
- Sebastian Stan (* 1982), Schauspieler
- Alessia (* 1983), Sängerin
- Ianis Zicu (* 1983), Fußballspieler
- Ionuț Gheorghe (* 1984), Boxer
- Elena Pavel (* 1984), Fußballspielerin
- Horia Tecău (* 1985), Tennisspieler
- Cătălina Ponor (* 1987), Kunstturnerin
- Cristina Bujin (* 1988), Leichtathletin
- Dorian Popa (* 1988), Fernsehschauspieler und Sänger[2]
- Daniela Șofronie (* 1988), Kunstturnerin
- Vlad Achim (* 1989), Fußballspieler
- Alexandru Mățel (* 1989), Fußballspieler
- Elizabeta Samara (* 1989), Tischtennisspielerin
- Alexandra Stan (* 1989), Sängerin
- Cristina-Mădălina Stancu (* 1990), Tennisspielerin

### Ab 1991
- Simona Halep (* 1991), Tennisspielerin
- Anamaria Tămârjan (* 1991), Kunstturnerin
- Alex Florea (* 1991), Popsänger
- Bogdan Țîru (* 1994), Fußballspieler
- Cristian Manea (* 1997), Fußballspieler
- Dragoș Nedelcu (* 1997), Fußballspieler

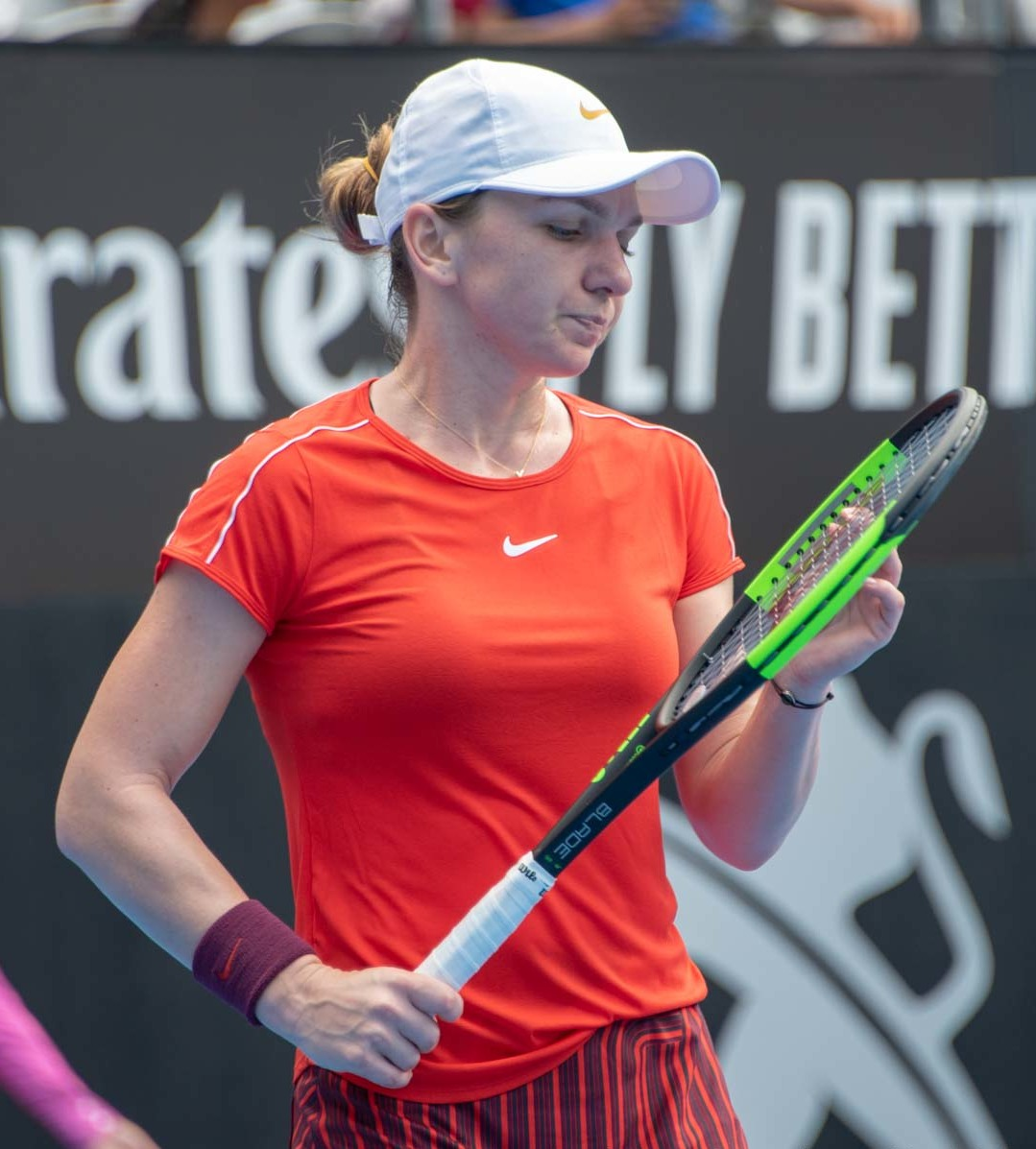
Simona Halep

- Raluca Georgiana Șerban (* 1997), Tennisspielerin
- Răzvan Grecu (* 1999), Dreispringer
- Robert Bîrsă (* 2001), Sprinter
- Luca Preda (* 2006), Tennisspieler